# Ammortizzatori sociali
La locuzione ammortizzatori sociali indica un complesso di disposizioni normative finalizzate al
sostegno del reddito di coloro che si trovano involontariamente in una situazione di disoccupazione.

## Strumenti previsti
Non c'è consenso su quali istituti siano da considerarsi ammortizzatori sociali e quali no: alcuni esperti vi includono ad esempio anche le pensioni, altri escludono invece il reddito minimo. Le principali tipologie di ammortizzatori sociali in Europa sono comunque il sussidio di disoccupazione e il reddito minimo.
- Sussidio di disoccupazione: è una forma pubblica di assicurazione contro la disoccupazione involontaria, l'adesione alla quale può essere volontaria (es. Regno Unito, Danimarca) o obbligatoria (es. Italia, Francia). Viene corrisposto solo a coloro che soddisfino determinati requisiti contributivi, calcolati per settimane o mesi di contributi pagati o per ammontare totale. L'importo al quale si ha diritto è generalmente, ma non sempre, calcolato in base al reddito medio che si percepiva durante l'ultimo periodo lavorativo.
- Reddito minimo: è l'ammortizzatore sociale di ultima istanza, avendo lo scopo di assicurare il soddisfacimento almeno dei bisogni elementari a chi non ha un reddito sufficiente, o perché il suo lavoro non è sufficientemente retribuito, o perché, pur essendo involontariamente disoccupato, non soddisfa i requisiti contributivi necessari per ricevere il sussidio di disoccupazione. L'importo è indipendente da eventuali redditi precedenti.

## Nel mondo

### Italia
In Italia il sussidio di disoccupazione è chiamato NASpI (Nuova Assicurazione Sociale per l'Impiego), mentre non esiste una forma di reddito minimo; vi sono però molti altri ammortizzatori sociali volti a proteggere determinate categorie di individui, i più importanti dei quali sono la Cassa Integrazione Guadagni e l'indennità di mobilità.
Per far fronte all'attuale stato di crisi economica si sono creati i cosiddetti ammortizzatori sociali in deroga, che estendono essenzialmente a tutti i lavoratori del settore privato le tutele prima riservate ad alcune categorie, cioè la cassa integrazione guadagni e l'indennità di mobilità.
I principali istituti sono:
- Assicurazione Sociale per l'Impiego (ASpI): viene erogata in favore di lavoratori che abbiano concluso un rapporto di lavoro di tipo subordinato (non a seguito di dimissioni volontarie) e che abbiano pagato almeno 52 settimane di contributi negli ultimi due anni. Il sussidio, per i redditi più bassi pari al 75% della retribuzione media dell'ultimo periodo lavorativo, viene erogata in maniera proporzionale alle settimane lavorate negli ultimi 4 anni per un massimo di 24 mesi, Con la riforma del lavoro Fornero (legge 28 giugno 2012, n. 92) ha sostituito l'indennità di disoccupazione ordinaria.
- Disoccupazione Agricola: viene erogata in favore di lavoratori/operai agricoli.
- Mini-ASpI: viene erogata in favore di lavoratori che, pur non avendo raggiunto i requisiti contributivi minimi per richiedere l'ASpI, abbiano maturato almeno 13 settimane di contributi. Il sussidio, di importo pari a quello dell'ASpI, viene corrisposto per un numero di settimane pari alla metà di quelle per cui si sono pagati i contributi. Con la riforma Fornero ha sostituito l'indennità di disoccupazione con requisiti ridotti.
- Indennità di mobilità: hanno diritto ad essa i lavoratori assunti a tempo indeterminato aventi la qualifica di operaio, impiegato o quadro, licenziati e collocati in mobilità dalla loro azienda per esaurimento della cassaintegrazione straordinaria, per riduzione di personale o per trasformazione, ristrutturazione o cessazione dell'attività aziendale. L'importo è inizialmente pari a quello della cassa integrazione, poi diminuisce del 20%. La durata del sussidio varia in funzione dell'età del beneficiario e dell'area geografica. Da notare che non tutti i lavoratori collocati in mobilità hanno diritto all'ammortizzatore sociale (cioè all'indennità di mobilità), ma solo quelli licenziati da imprese sottoposte al regime di Cassa Integrazione.
- Mobilità in deroga: con questo istituto l'indennità di mobilità viene estesa anche a quei lavoratori licenziati da aziende non destinatarie della normativa sulla mobilità. Tale indennizzo si percepisce dopo aver concluso l'erogazione dell'indennità di disoccupazione, qualora sussistano i requisiti. Possono beneficiarne inoltre i lavoratori che hanno fruito della mobilità ordinaria e per i quali, sulla base di accordi regionali, è prevista una proroga del trattamento. È gestita dalle Regioni e, essendo finanziata anche con risorse del Fondo Sociale Europeo (i cui fondi vanno utilizzati per fare formazione), richiede che, a fronte del sussidio, i beneficiari partecipino ad attività formative.
- Cassa Integrazione Guadagni (CIG): viene corrisposta ai lavoratori di imprese industriali medio-grandi e di grandi imprese commerciali che vengono temporaneamente sospesi dalla loro impresa o ai quali viene ridotto l'orario di lavoro (e quindi la retribuzione mensile) per ragioni economiche. A seconda dell'impresa che ne fa uso e delle motivazioni, si divide in CIG ordinaria (CIGO) e CIG straordinaria (CIGS). L'importo è in ogni caso pari all'80% della retribuzione media dell'ultimo periodo lavorativo, mentre la durata varia a seconda dell'area (ha una durata maggiore al Sud) e della tipologia (CIGO o CIGS)
- Cassa Integrazione Guadagni in deroga: questo strumento estende temporaneamente la possibilità di ricorrere alla cassa integrazione a tutte le imprese del settore privato, senza limiti di settore e di dimensioni. Come l'indennità di mobilità in deroga, anche questa è gestita dalle Regioni ed essendo finanziata anche con risorse del Fondo Sociale Europeo richiede che i beneficiari partecipino ad attività formative.
- Prepensionamenti
- Contratti di solidarietà
- Reddito di cittadinanza

### Francia
I principali istituti sono:
- Allocation d'Aide pour le Retour à l'Emploi: sussidio di disoccupazione
- Revenu de Solidarité Active: reddito minimo
- Allocation Spécifique de Solidarité: sussidio corrisposto a chi, pur avendo maturato il diritto al sussidio di disoccupazione, ha esaurito la possibilità di farvi ricorso

### Regno Unito
I principali istituti sono:
- Jobseeker's Allowance - Contribution Based: sussidio di disoccupazione
- Jobseeker's Allowance - Income Based: reddito minimo

### Germania
- Arbeitslosengeld I (ALG I): sussidio di disoccupazione pagato con un sistema ad assicurazione (simile all'Assicurazione Sociale per l'Impiego), più elevato dell'Arbeitslosengeld II (comunque limitato al massimo al 60% dello stipendio netto) e con severe limitazioni riguardo a durata (massimo un anno) e requisiti minimi (due anni di occupazione)
- Arbeitslosengeld II (ALG II, Hartz IV): sussidio con alcune caratteristiche di un sussidio di disoccupazione e altre di un reddito minimo (integrazione per lavori saltuari e a reddito basso); più basso dell'ALG I, (limitato a poche centinaia di euro) ma integrabile in alcuni casi con altri sussidi sociali e senza le limitazioni di durata o i requisiti di lavoro precedente; viene spesso elargito nel caso il disoccupato rimanga tale dopo l'esaurimento dell'ALG I.
- Kurzarbeit: sussidio di cassa integrazione, parziale o totale, elargito dallo stato per dipendenti di aziende medie o grandi in difficoltà.
- Nota: in Germania non esiste il trattamento di fine rapporto.

### Riferimenti normativi
- Decreto legislativo 4 marzo 2015, n. 22. - Disposizioni per il riordino della normativa in materia di ammortizzatori sociali in caso di disoccupazione involontaria e di ricollocazione dei lavoratori disoccupati, in attuazione della legge 10 dicembre 2014, n. 183